# 17226 Anaiahbre
17226 Anaiahbre este o planetă minoră (asteroid) din centura de asteroizi. A fost descoperită pe 8 februarie 2000 la Experimental Test Site⁠(d) de Lincoln Near-Earth Asteroid Research. 
Obiectul prezintă o orbită caracterizată de o semiaxă mare de 2,4358962 UAi, o excentricitate de 0,0864558, o înclinație de 6,3857 ° în raport cu ecliptica.